# Rhynchospora megalocarpa
Rhynchospora megalocarpa är en halvgräsart som beskrevs av Asa Gray. Rhynchospora megalocarpa ingår i släktet småag, och familjen halvgräs. Inga underarter finns listade i Catalogue of Life.